# Futebol nos Jogos Olímpicos de Verão de 1948
O torneio de futebol nos Jogos Olímpicos de Verão de 1948 foi realizado em Londres, Reino Unido entre 26 de julho e 13 de agosto. A fase preliminar foi disputada nas cidades de Brighton e Portsmouth.

## Masculino
| Ouro | Prata | Bronze |
| Suécia Torsten Lindberg Knut Nordahl Erik Nilsson Bertil Nordahl Birger Rosengren Sune Andersson Henry Carlsson Kjell Rosén Gunnar Gren Gunnar Nordahl Nils Liedholm Börje Leander | Iugoslávia Ljubomir Lovrić Miroslav Brozović Branko Stanković Zlatko Čajkovski Miodrag Jovanović Aleksandar Atanacković Zvonimir Cimermančić Rajko Mitić Stjepan Bobek Željko Čajkovski Bernard Vukas Franjo Šoštarić Prvoslav Mihajlović Franjo Wölfl Kosta Tomašević | Dinamarca Eigil Nielsen Viggo Jensen Knud Børge Overgaard Axel Pilmark Dion Ørnvold Ivan Jensen Knud Lundberg Karl Aage Præst Johannes Pløger John Hansen Jørgen Leschly Sørensen Holger Seebach Karl Aage Hansen |

### Fase preliminar
| 26 de julho | Luxemburgo                                                  | 6 – 0     | Afeganistão | Goldstone Ground, Brighton                |
| 18:00       | Gales 6', 79' · Kettel 40' · Schammel 41' · Paulus 62', 80' | Relatório |             | Público: 5 000 Árbitro: GBR A.C. Williams |

| 26 de julho | Países Baixos                   | 3 – 1     | Irlanda   | Fratton Park, Portsmouth                  |
| 18:00       | Wilkes 1', 74' · Roosenburg 11' | Relatório | Kelly 52' | Público: 8 000 Árbitro: GBR George Reader |

### Primeira fase
| 31 de julho | Iugoslávia                                                                         | 6 – 1     | Luxemburgo   | Craven Cottage, Fulham                         |
| 18:30       | Stanković 57' · Mihajlović 61' · Željko Čajkovski 65', 70' · Mitić 74' · Bobek 87' | Relatório | Schammel 10' | Público: 7 000 Árbitro: NED Karel van der Meer |

| 31 de julho | Dinamarca                               | 3 – 1 (pro.) | Egito         | Selhurst Park, Londres                        |
| 18:30       | K. Hansen 82', 95' · Pløger 119' (pen.) | Relatório    | El Guindy 83' | Público: 12 000 Árbitro: GBR Stanley Boardman |

| 31 de julho | Grã-Bretanha                                              | 4 – 3 (pro.) | Países Baixos               | Arsenal Stadium, Highbury                 |
| 18:30       | McBain 22' · Hardisty 58' · Kelleher 77' · McIlvenny 111' | Relatório    | Appel 20', 63' · Wilkes 81' | Público: 21 000 Árbitro: DEN Vald Laursen |

| 31 de julho | França                      | 2 – 1     | Índia     | Lynn Road, Ilford                           |
| 18:30       | Courbin 30' · Persillon 89' | Relatório | Raman 70' | Público: 17 000 Árbitro: SWE Gunnar Dahlner |

| 2 de agosto | Turquia                                           | 4 – 0     | República da China | Green Pond Road, Walthamstow            |
| 18:30       | Kılıç 18', 61' · Saygun 72' · Küçükandonyadis 87' | Relatório |                    | Público: 3 000 Árbitro: AUT Johann Beck |

| 2 de agosto | Suécia                         | 3 – 0     | Áustria | White Hart Lane, Tottenham               |
| 18:30       | G. Nordahl 2', 10' · Rosen 71' | Relatório |         | Público: 9 514 Árbitro: GBR William Ling |

| 2 de agosto | Coreia do Sul                                                                      | 5 – 3     | México                                 | Champion Hill, Dulwich                  |
| 18:30       | Choi Song-gon 13' · Bai Chon-go 30' · Chung Kook-chin 63', 66' · Chung Nam-sik 87' | Relatório | Cárdenas 23' · Figueroa 85' · Ruiz 89' | Público: 6 500 Árbitro: YUG Leo Lemesic |

| 2 de agosto | Itália                                                                                          | 9 – 0     | Estados Unidos | Griffin Park, Brentford                          |
| 18:30       | Pernigo 2', 57', 88', 90' · Stellin 25' (pen.) · Turconi 46' · Cavigioli 72', 87' · Caprile 90' | Relatório |                | Público: 20 000 Árbitro: FRA Charles de la Salle |

### Quartas de final
| 5 de agosto | Iugoslávia                                   | 3 – 1     | Turquia     | Lynn Road, Ilford                       |
| 18:30       | Željko Čajkovski 21' · Bobek 60' · Wölfl 80' | Relatório | Gulesin 33' | Público: 8 000 Árbitro: FRA Victor Sdez |

| 5 de agosto | Suécia                                                                                                 | 12 – 0    | Coreia do Sul | Selhurst Park, Londres                       |
| 18:30       | Liedholm 11', 62' · G. Nordahl 25', 40', 78', 80' · Gren 27' · Carlsson 61', 64', 82' · Rosén 72', 85' | Relatório |               | Público: 7 110 Árbitro: ITA Giuseppe Carpani |

| 5 de agosto | Grã-Bretanha | 1 – 0     | França | Craven Cottage, Fulham                          |
| 18:30       | Hardisty 29' | Relatório |        | Público: 25 000 Árbitro: NED Karel van der Meer |

| 5 de agosto | Dinamarca                              | 5 – 3     | Itália                                    | Arsenal Stadium, Highbury                 |
| 18:30       | Hansen 30', 53', 74', 82' · Pløger 84' | Relatório | Cavigioli 49' · Caprile 67' · Pernigo 81' | Público: 25 000 Árbitro: GBR William Ling |

### Semifinais
| 10 de agosto | Suécia                             | 4 – 2     | Dinamarca               | Wembley, Londres                              |
| 18:30        | Carlsson 18', 42' · Rosén 31', 37' | Relatório | Seebach 3' · Hansen 77' | Público: 20 000 Árbitro: GBR Stanley Boardman |

| 11 de agosto | Grã-Bretanha | 1 – 3     | Iugoslávia                        | Wembley, Londres                                |
| 18:30        | Donovan 20'  | Relatório | Bobek 19' · Wölfl 24' · Mitić 48' | Público: 40 000 Árbitro: NED Karel van der Meer |

### Disputa pelo bronze
| 13 de agosto | Grã-Bretanha                               | 3 – 5     | Dinamarca                                          | Wembley, Londres                                |
| 14:00        | Aitken 5' · Hardisty 33' · Amor 63' (pen.) | Relatório | Præst 12', 49' · Hansen 16', 77' · J. Sørensen 41' | Público: 50 000 Árbitro: NED Karel van der Meer |

### Final
| 13 de agosto | Suécia                                | 3 – 1     | Iugoslávia | Wembley, Londres                          |
| 18:30        | Gren 24', 67' (pen.) · G. Nordahl 48' | Relatório | Bobek 42'  | Público: 60 000 Árbitro: ENG William Ling |

| Suécia |  | Iugoslávia |

| GK            |  | Torsten Lindberg |
| RB            |  | Knut Nordahl     |
| LB            |  | Erik Nilsson     |
| RH            |  | Birger Rosengren |
| CH            |  | Bertil Nordahl   |
| LH            |  | Sune Andersson   |
| OR            |  | Kjell Rosén      |
| IR            |  | Gunnar Gren      |
| CF            |  | Gunnar Nordahl   |
| IL            |  | Henry Carlsson   |
| OL            |  | Nils Liedholm    |
| Treinador:    |  |                  |
| George Raynor |  |                  |

| GK                  |  | Ljubomir Lovrić        |
| RB                  |  | Miroslav Brozović      |
| LB                  |  | Branko Stanković       |
| RH                  |  | Zlatko Čajkovski       |
| CH                  |  | Miodrag Jovanović      |
| LH                  |  | Aleksandar Atanacković |
| OR                  |  | Zvonimir Cimermančić   |
| IR                  |  | Rajko Mitić            |
| CF                  |  | Stjepan Bobek          |
| IL                  |  | Željko Čajkovski       |
| OL                  |  | Bernard Vukas          |
| Treinador:          |  |                        |
| Milorad Arsenijević |  |                        |

| GK            |  | Torsten Lindberg |
| RB            |  | Knut Nordahl     |
| LB            |  | Erik Nilsson     |
| RH            |  | Birger Rosengren |
| CH            |  | Bertil Nordahl   |
| LH            |  | Sune Andersson   |
| OR            |  | Kjell Rosén      |
| IR            |  | Gunnar Gren      |
| CF            |  | Gunnar Nordahl   |
| IL            |  | Henry Carlsson   |
| OL            |  | Nils Liedholm    |
| Treinador:    |  |                  |
| George Raynor |  |                  |

| GK                  |  | Ljubomir Lovrić        |
| RB                  |  | Miroslav Brozović      |
| LB                  |  | Branko Stanković       |
| RH                  |  | Zlatko Čajkovski       |
| CH                  |  | Miodrag Jovanović      |
| LH                  |  | Aleksandar Atanacković |
| OR                  |  | Zvonimir Cimermančić   |
| IR                  |  | Rajko Mitić            |
| CF                  |  | Stjepan Bobek          |
| IL                  |  | Željko Čajkovski       |
| OL                  |  | Bernard Vukas          |
| Treinador:          |  |                        |
| Milorad Arsenijević |  |                        |